# Malta op de Olympische Zomerspelen 1980
Malta nam deel aan de Olympische Zomerspelen 1980 in Moskou, Sovjet-Unie. Ook de zevende olympische deelname bleef zonder medailles.

## Deelnemers en resultaten

### Boogschieten
| Olympiër     | Discipline      | Resultaat | Prestatie                                                                              |
| ------------ | --------------- | --------- | -------------------------------------------------------------------------------------- |
| Leo Portelli | individueel (m) | 38e       | 1ste ronde: 38ste met 860 punten 2de ronde: 38ste met 947 punten totaal: 1807 punten   |
|              |                 |           |                                                                                        |
| Joanna Agius | individueel (v) | 28e       | 1ste ronde: 29ste met 1052 punten 2de ronde: 27ste met 1067 punten totaal: 2119 punten |

### Schietsport
| Olympiër       | Discipline | Resultaat | Prestatie  |
| -------------- | ---------- | --------- | ---------- |
| Frans Chetcuti | trap       | 28e       | 179 punten |
| Larry Vella    | trap       | 11e       | 189 punten |

### Wielersport
| Olympiër                                                   | Discipline         | Resultaat | Prestatie         |
| ---------------------------------------------------------- | ------------------ | --------- | ----------------- |
| Joseph Farrugia                                            | wegwedstrijd (m)   | DNF       | niet gefinisht    |
| Albert Micallef                                            | wegwedstrijd (m)   | DSQ       | gediskwalificeerd |
| Carmel Muscat                                              | wegwedstrijd (m)   | DNF       | niet gefinisht    |
| Alfred Tonna                                               | wegwedstrijd (m)   | DNF       | niet gefinisht    |
| Joseph Farrugia Albert Micallef Carmel Muscat Alfred Tonna | ploegentijdrit (m) | 20e       | 2:23.50,1         |

Afghanistan · Algerije · Andorra · Angola · Australië · België · Benin · Birma · Botswana · Brazilië · Bulgarije · Colombia · Congo-Brazzaville · Costa Rica · Cuba · Cyprus · Denemarken · Dominicaanse Republiek · Duitse Democratische Republiek · Ecuador · Ethiopië · Finland · Frankrijk · Griekenland · Groot-Brittannië · Guatemala · Guinee · Guyana · Hongarije · Ierland · IJsland · India · Irak · Italië · Jamaica · Joegoslavië · Jordanië · Kameroen · Koeweit · Laos · Lesotho · Libanon · Liberia · Libië · Luxemburg · Madagaskar · Mali · Malta · Mexico · Mongolië · Mozambique · Nederland · Nepal · Nicaragua · Nieuw-Zeeland · Nigeria · Noord-Korea · Oeganda · Oostenrijk · Peru · Polen · Portugal · Puerto Rico · Roemenië · San Marino · Senegal · Seychellen · Sierra Leone · Sovjet-Unie · Spanje · Sri Lanka · Syrië · Tanzania · Trinidad en Tobago · Tsjecho-Slowakije · Venezuela · Vietnam · Zambia · Zimbabwe · Zweden · Zwitserland